# 第54屆柏林影展
第54屆柏林影展（德語：54. Internationale Filmfestspiele Berlin），於2004年2月5日至2月15日於德國柏林舉辦，開幕片為美國導演安東尼·明格拉執導的《冷山》，閉幕片則為比利時導演斯特凡納·維勒（Stéphane Vuillet）執導的《溫馨快遞》，評審團主席則由美國演員法蘭西絲·麥朵曼擔任。

## 評審團
- 法蘭西絲·麥朵曼：演員。（評審團主席）
- 瑪吉達·阿卜迪（英语：Maji-da Abdi）：導演。
- 瓦萊麗雅·布魯尼-特德斯奇：演員，
- 莎米拉·馬克卡巴夫（波斯語：سمیرا مخملباف）：導演。
- 彼得·隆美爾（德语：Peter Rommel (Filmproduzent)）：製片人。
- 加布里·薩爾瓦托（義大利語：Gabriele Salvatores）：導演、編劇。
- 丹·塔爾博特（英语：Daniel Talbot）：發行人。

## 官方單元

### 正式競賽
| 片名                 | 原文片名                         | 導演                              | 出品國                                 |
| -------------------- | -------------------------------- | --------------------------------- | -------------------------------------- |
| 《20 30 40》         | 《20 30 40》                     | 張艾嘉                            | 臺灣、 香港、 日本                     |
| 《溫馨快遞》(閉幕片) | 25 degrés en hiver               | 斯特凡納·維勒（Stéphane Vuillet） | 比利时、 法國、 俄羅斯、 西班牙        |
| 《蘇格蘭之吻》       | Ae Fond Kiss...                  | 肯·洛區                           | 英国、 比利时、 德国、 義大利、 西班牙 |
| 《美麗國度》         | The Beautiful Country            | 漢斯·彼得·穆蘭                    | 美国、 挪威                            |
| 《親密陌生人》       | Confidences trop intimes         | 巴提斯·勒貢特                     | 法國                                   |
| 《愛無止盡》         | Gegen die Wand                   | 法提·阿金                         | 德国、 土耳其                          |
| 《心靈夢土》         | In My Country                    | 約翰·鮑曼                         | 英国、 爱尔兰、 南非                   |
| 《夜曲》             | Die Nacht singt ihre Lieder      | 羅穆阿德·卡馬克                   | 德国                                   |
| 《我想要回家》       | El abrazo partido                | 丹尼爾·布曼                       | 阿根廷、 法國、 義大利、 西班牙        |
| 《紅光》             | Feux rouges                      | 塞德烈·卡恩                       | 法國                                   |
| 《愛在你手心》       | Forbrydelser                     | 安妮特·K·歐森                     | 丹麦                                   |
| 《你的來生》         | La vida que te espera            | 曼紐·古提耶·阿拉岡                | 西班牙                                 |
| 《萬福瑪麗亞》       | María, llena eres de gracia      | 喬舒亞·馬斯頓                     | 美国、 哥伦比亚                        |
| 《女魔頭》           | Monster                          | 派蒂·珍金斯                       | 美国、 德国                            |
| 《破曉》             | Om jag vänder mig om             | 比約恩·榮格                       | 瑞典                                   |
| 《初戀》             | Primo Amore                      | 馬提歐·加洛尼                     | 義大利                                 |
| 《援交天使》         | 사마리아                         | 金基德                            |                                        |
| 《見證》             | Svjedoci                         | 維肯·布雷桑                       |                                        |
| 《迴光報告》         | The Final Cut                    | 奧瑪·拿伊                         | 加拿大、 德国、 美国                   |
| 《鬼影迷蹤》         | The Missing                      | 朗·霍華                           | 美国                                   |
| 《花都無間》         | Triple Agent                     | 艾力·侯麥                         | 法國、 西班牙、 義大利、 希腊、 俄羅斯 |
| 《悲傷草原》         | Τριλογία: Το λιβάδι που δακρύζει | 狄奧·安哲羅普洛斯                 | 希腊、 德国、 法國、 義大利            |

## 得獎名單
- 金熊獎：《愛無止盡》 - 法提·阿金
- 評審團大獎銀熊獎：《我想要回家（西班牙语：El abrazo partido）》 - 丹尼爾·布曼（西班牙语：Daniel Burman）
- 最佳導演銀熊獎：金基德 - 《援交天使》
- 最佳女演員銀熊獎：
  - 凱特琳娜·桑迪諾·莫雷諾 - 《萬福瑪麗亞》
  - 莎莉·賽隆 - 《女魔頭》
- 最佳男演員銀熊獎：丹尼爾·亨德爾（英语：Daniel Hendler） - 《我想要回家（西班牙语：El abrazo partido）》
- 傑出藝術貢獻銀熊獎：《破曉（瑞典语：Om jag vänder mig om）》 - 全體演員
- 亞佛雷德鮑爾獎：《萬福瑪麗亞》 - 喬舒亞·馬斯頓（英语：Joshua Marston）
- 最佳音樂銀熊獎：奧西里斯樂隊（義大利語：Banda Osiris） - 《初戀（義大利語：Primo amore (film 2004)）》
- 費比西國際影評人獎：《愛無止盡》 - 法提·阿金

## 外部連結
- 柏林国际电影节網頁-英語 （页面存档备份，存于）